# Медеа (Алжир)
Медеа (араб. المدية) — місто в Алжирі, центр однойменної провінції. Населення міста становить 123,535 (станом на 1998 рік). Розташовано за 90 км на південь від міста Алжир — столиці країни.
Сучасне місто походить від давньоримського військового поселення X століття.
Нині місто має французький характер з плануванням по колу. Фасади будинків здебільшого пофарбовані червоною фарбою. Також у місті є багато мальовничих садів та парків.

## Видатні уродженці
- Амін Мегателі — футболіст
- Жан Рішпен — французький поет і письменник, член Французької академії
- Джамель Тлемчані — футболіст